# Autobahn A18 (Schweiz)
Die Autobahn A18, ein Teil der Nationalstrasse 18 im Kanton Basel-Landschaft, führt von der Verzweigung Hagnau nach Muttenz, Reinach, Aesch und Nenzlingen bzw. Grellingen. Auf der Route befinden sich drei Tunnels und sechs Ausfahrten.

## Geschichte

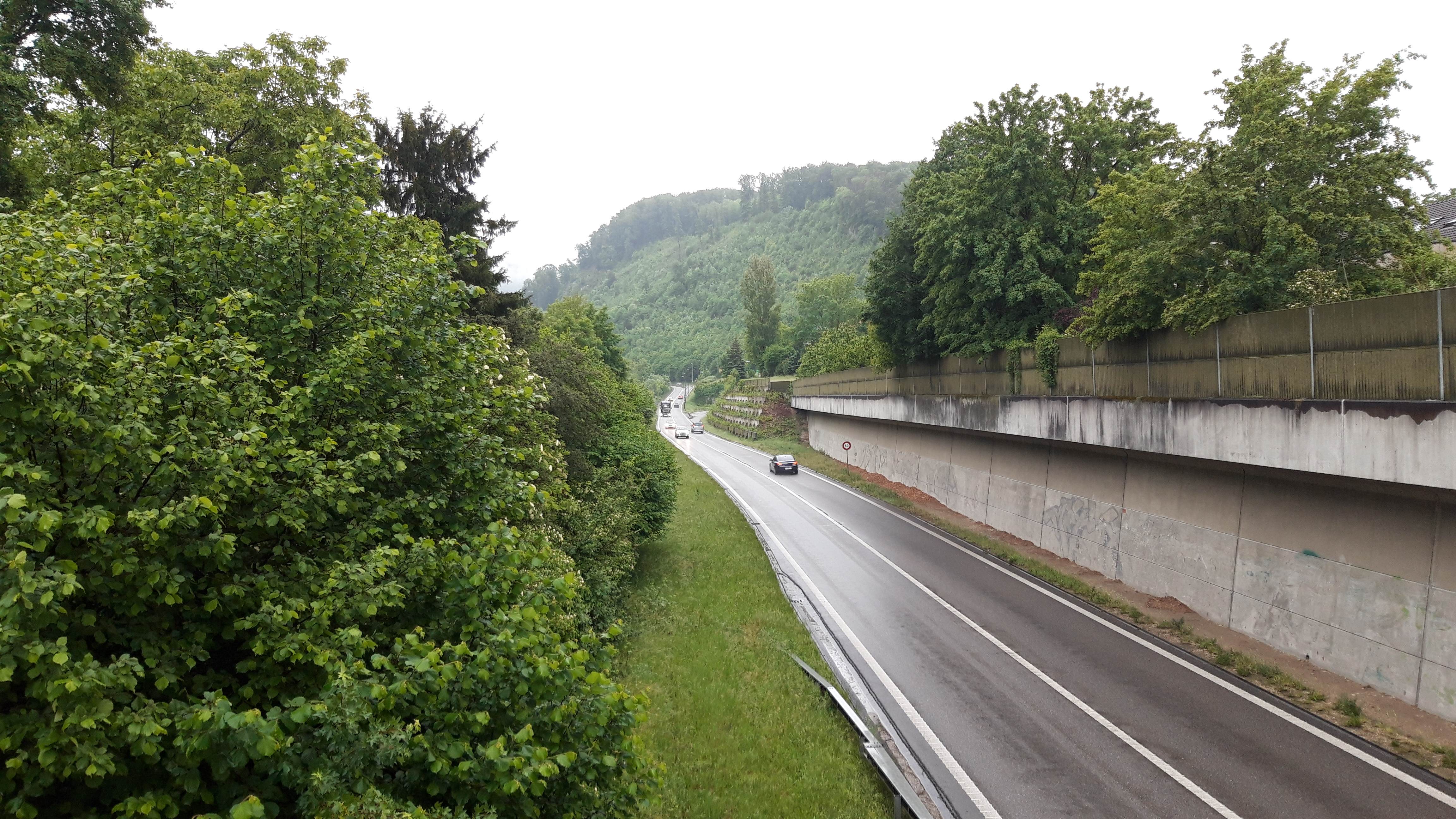
Die A18 bei der Ausfahrt Angenstein (2020)

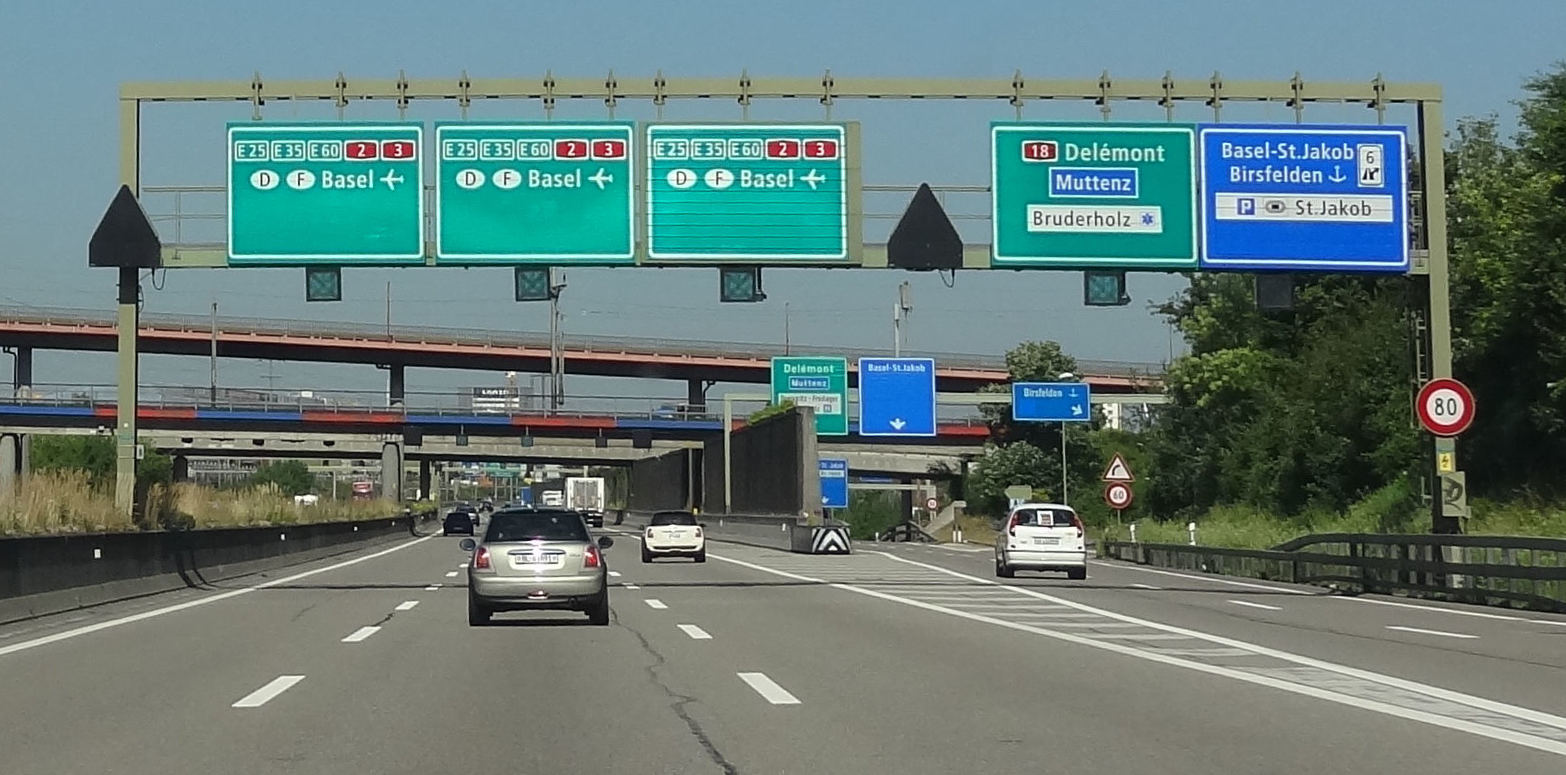
Verzweigung Hagnau (A2 und A18) auf der A2 nordwärts, rechts zur A18 (2013)

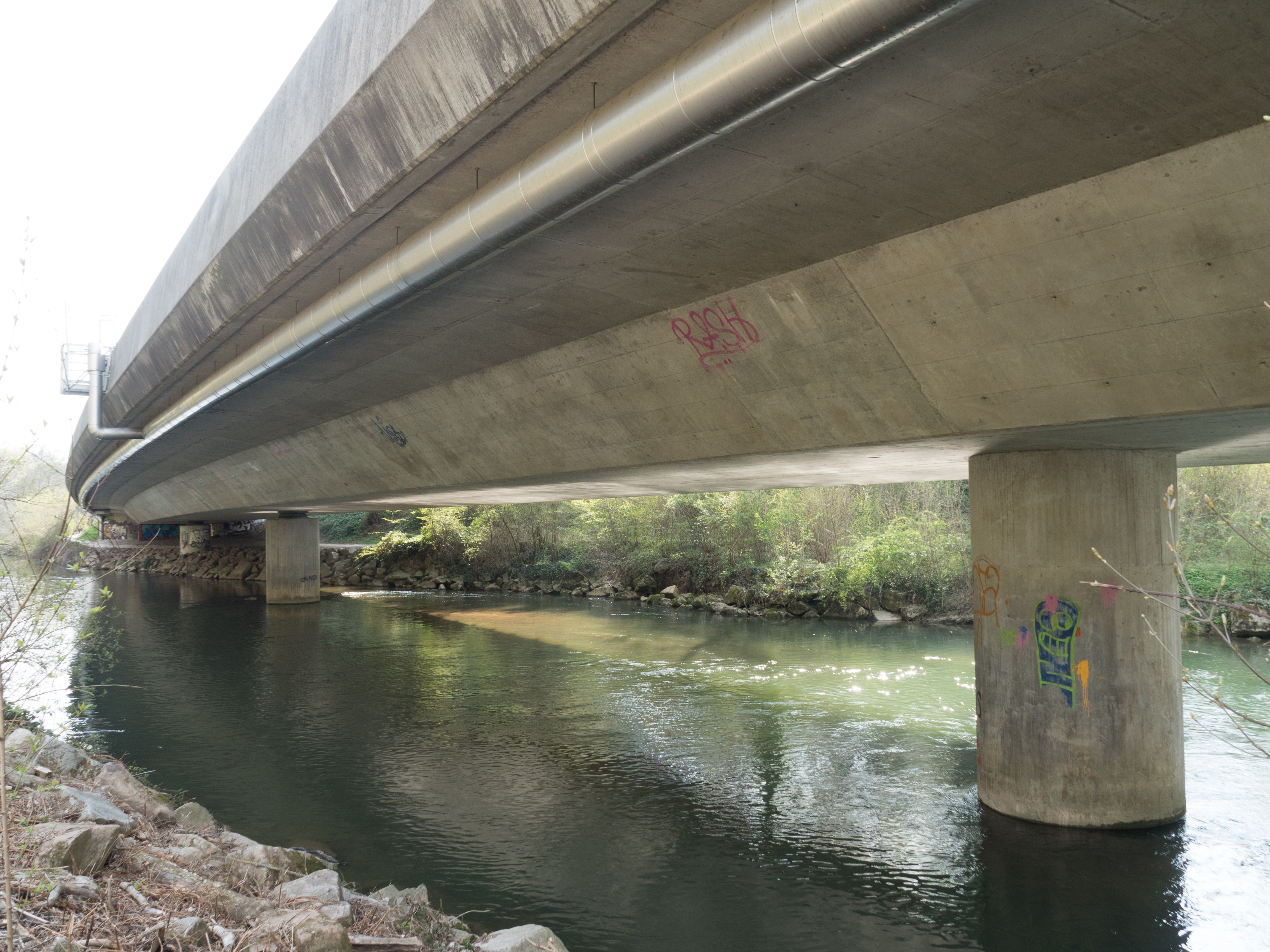
Brücke über die Birs bei Muttenz/Münchenstein (2019)

Die Strasse wurde in grossen Teilen 1982 eröffnet.
In den 1990er Jahren kam es zu massiven Verzögerungen beim Bau der Umfahrung Grellingen resp. dem Eggflue-Tunnel.
Der Kanton Basel-Landschaft übergab die damalige H18 am 1. Januar 2020 dem Bund. Durch diesen Beschluss wird die A18, von der Verzweigung Hagnau bis Aesch mit dem Eggflue-Tunnel, im Schema als Nationalstrasse zweiter Klasse bewertet. Zwischen Aesch und dem Ostportal des Eggflue-Tunnels wird sie als Nationalstrasse dritter Klasse gezählt und ist somit nicht vignettenpflichtig.
Seit dem 1. Februar 2020 gilt auf der A18 die allgemeine Vignettenpflicht.
Der Schänzli-Tunnel wurde 2017–2022 saniert. Der Vollanschluss Aesch wurde 2022 eröffnet.

## Projekt
Im Richtplan aufgenommen sind der Muggebergtunnel zwischen Aesch und Grellingen sowie die Südumfahrungen Zwingen und Laufen.